# Thomas Forrer
Thomas Forrer (* 1972; heimatberechtigt in Erlenbach) ist ein Schweizer Politiker (Grüne).

## Leben
Thomas Forrer ist promovierter Literatur- und Kulturwissenschaftler und war von 2011 bis 2017 Oberassistent bei der Professur für Kulturwissenschaften an der Universität Luzern. Er arbeitet seit 2018 an der Universität Luzern und seit 2022 an der Universität Zürich als Dozent für Kultur- und Literaturwissenschaft. Thomas Forrer ist Vater von zwei Kindern und lebt mit seiner Familie in Erlenbach.

## Politik
Thomas Forrer konnte im Oktober 2016 für die zurückgetretene Maria Lischer in den Kantonsrat des Kantons Zürich nachrücken. Er war von 2017 bis 2020 Mitglied der Kommission für Energie, Verkehr und Umwelt. 2020 wurde Forrer als Nachfolger von Esther Guyer zum Fraktionspräsidenten der Grünen-Fraktion gewählt. Er ist seit 2020 Mitglied der Geschäftsleitung sowie der Interfraktionellen Konferenz und seit 2022 Mitglied der Aufsichtskommission über die wirtschaftlichen Unternehmen.
Thomas Forrer ist seit 2020 Mitglied der Geschäftsleitung der Grünen Kanton Zürich und seit 2012 Präsident der Grünen Bezirk Meilen. Er ist Mitglied der Kommission Politik und Recht von BirdLife Zürich und Beirat des Fluglärmforum Süd.